# تاكوجي يوكوياما
تاكوجي يوكوياما (باليابانية: 横山 卓司) (19 أبريل 1990 في فوكوشيما في اليابان – )؛ هو لاعب كرة قدم ياباني سابق كان يلعب كحارس مرمى.

## وصلات خارجية
- تاكوجي يوكوياما على موقع رابطة كرة القدم اليابانية للمحترفين (اليابانية)
- تاكوجي يوكوياما على موقع Soccerway.com (الإنجليزية)